# Norwich (Ohio)
Norwich é uma vila localizada no estado norte-americano de Ohio, no Condado de Muskingum.

## Demografia
Segundo o censo norte-americano de 2000, a sua população era de 113 habitantes.
Em 2006, foi estimada uma população de 118, um aumento de 5 (4.4%).

## Geografia
De acordo com o United States Census Bureau tem uma área de
0,2 km², dos quais 0,2 km² cobertos por terra e 0,0 km² cobertos por água. Norwich localiza-se a aproximadamente 213 m acima do nível do mar.

## Localidades na vizinhança
O diagrama seguinte representa as localidades num raio de 20 km ao redor de Norwich.